# Enric Satué
Enric Satué (Barcelona, 1938) és un dissenyador català. Estudia a l'Escola de la Llotja i a l'Escola de Belles Arts de Sant Jordi i s'especialitza en disseny editorial. Treballa principalment en el disseny gràfic de revistes i llibres (posseeix treballs en les principals editorials espanyoles). El seu treball es realitza mitjançant la representació de Can Pufarré S.A. Va ser Premi Nacional de Disseny el 1988. Ha publicat diversos llibres relacionats amb el disseny gràfic, arribant a publicar en alguns casos històries de grafisme gràfic a Espanya. També destaca la seva tasca en el disseny de logotips, com el de la Universitat Pompeu Fabra. Així mateix, el 1991 el seu disseny de logotip és elegit per representar l'Institut Cervantes (figurant des de 2002 en la coronació de l'Edifici de les Cariàtides al carrer d'Alcalá).

## Publicacions
- 1970 - 1974 - Revista CAU: construcción, arquitectura, urbanismo
- 1994 - El diseño gráfico: desde los origenes hasta nuestros dias. ISBN 8420670715
- 1996 - El diseño de libros del pasado, del presente, y tal vez del futuro: La huella de Aldo Manuzio. ISBN 8476026420
- 1997 - El diseño gráfico en España: Historia de una forma comunicativa nueva. ISBN 8420671428
- 2001 - El paisaje comercial de la ciudad. ISBN 8449310334
- 2003 - Los años del diseño: La década republicana 1931-1939. ISBN 8475066283